# الطفولة في إسكتلندا الحديثة المبكرة

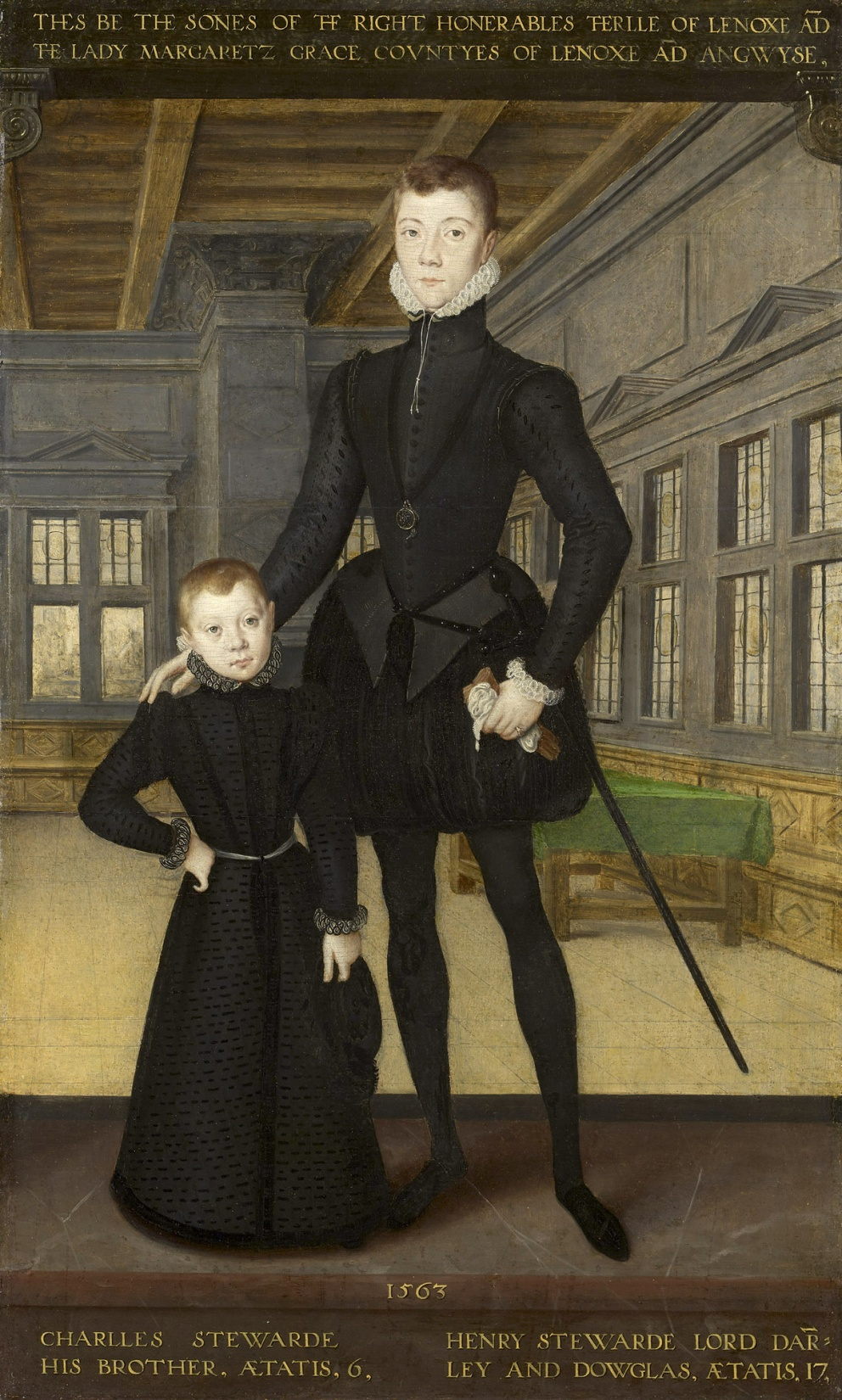
هنري ستيوارت ، اللورد دارنلي، 17 سنة، وشقيقه اللورد تشارلز ستيوارت (فيما بعد إيرل لينوكس الخامس)، 6 سنوات، في لوحة منسوبة إلى هانز إيورث (1563)

الطفولة في اسكتلندا الحديثة المبكرة تشمل جميع جوانب الحياة ضمن المنطقة الجغرافية للأطفال من الولادة حتى سن الرشد. على الرغم من محدودية المصادر، كان معدل الوفيات بالعصور الوسطى في اسكتلندا أعلى من العديد من الدول مثل إنجلترا، كما تبين أن من أسبابها هو إنتشار أمراض الطفولة؛ حيث يموت 160 طفلًا من أصل 1000 طفل في عامهم الأول.